# Wendemark
Wendemark è una frazione del comune tedesco di Altmärkische Wische, nella Sassonia-Anhalt.